# Carlo Vecchiarelli
Carlo Vecchiarelli (Cingoli, 10 gennaio 1884 – Roma, 13 dicembre 1948) è stato un generale italiano, veterano combattente della prima guerra mondiale.
Tra le due guerre mondiali ricoprì gli incarichi di addetto militare presso l'Ambasciata d'Italia a Praga, aiutante di campo onorario di Sua Maestà il re Vittorio Emanuele III, addetto militare presso l'Ambasciata d'Italia a Vienna, comandante del 7º Reggimento alpini, della 1ᵃ Brigata alpini, della 47ª Divisione fanteria "Murge", della 132ª Divisione corazzata "Ariete", e del V Corpo d'armata di Trieste. Durante la seconda guerra mondiale fu comandante del I e del XX Corpo d'armata, e dell'11ᵃ Armata di stanza in Grecia, ed avente Quartier generale ad Atene. Dopo la proclamazione dell'armistizio dell'8 settembre 1943, anche in base ad ambigue disposizioni ricevute dal Comando Supremo, nella mattinata del 9 settembre 1943 impartì l'ordine di cedere le armi pesanti ai tedeschi con l'impegno di questi ultimi a rimpatriare l'Armata, impegno che non fu rispettato, portando invece all'internamento in Germania della quasi totalità delle truppe alle sue dipendenze.

## Biografia
Nacque a Cingoli il 10 gennaio 1884, figlio di Girolamo e Amalia Cavallini. Nel 1902 si iscrisse alla Facoltà di Lettere dell'università di Bologna, ma l'anno successivo intraprese la carriera militare, entrando come allievo alla Regia Accademia Militare di Fanteria e Cavalleria di Modena, da cui uscì il 7 settembre 1905 con il grado di sottotenente dell'arma di fanteria. Nello stesso anno frequentò la Scuola di Applicazione di Fanteria a Parma. La sua carriera proseguì senza intoppi, promosso al grado di tenente nel 1908, venne ammesso al Corso di Stato Maggiore della Scuola di guerra di Torino nel 1910. L'11 febbraio 1912 convolò a giuste nozze con la signorina Caterina Tranquilli, dalla quale ebbe tre figlie.
Nel 1913, al termine del Corso di Stato Maggiore, fu assegnato a prestare servizio presso Comando del Corpo di Stato Maggiore di Roma e successivamente a quello di Chieti, ove nell'aprile 1914 è promosso capitano. Nel successivo mese di dicembre viene trasferito presso il Comando di Stato Maggiore di Perugia, ritornando presso quello di Roma nel marzo del 1915.

### La prima guerra mondiale
Il 23 maggio dello stesso anno, a seguito dell'entrata in guerra del Regno d'Italia, è inviato al fronte presso il Comando Supremo, in qualità di addetto all'Ufficio 1°. Nel dicembre 1916 diviene maggiore, e nel giugno 1917  è trasferito nuovamente allo Stato maggiore ottenendo la promozione al grado di tenente colonnello il 7 ottobre dello stesso anno. Il 1º marzo viene nominato Capo dell'Ufficio Informazioni della 7ª Armata di stanza nelle Alpi Giudicarie.  Il 30 aprile è insignito del titolo di Cavaliere dell'Ordine della Corona d'Italia, e il successivo 19 agosto della Croce al merito di guerra. Con la fine delle ostilità lasciò il suo incarico, e nel 1919 venne insignito del titolo di Cavaliere dell'Ordine Militare di Savoia. Nel corso del 1919 diviene Addetto Militare presso l'Ambasciata d'Italia a Praga (Cecoslovacchia), ricevendo dal governo locale la Croce di guerra. Nel 1920 viene nominato Aiutante di campo onorario di Sua Maestà il Re Vittorio Emanuele III.
Nel 1923 assunse il comando di un battaglione appartenente all'8º Reggimento alpini. Nel marzo 1926 viene nominato Addetto Militare presso l'Ambasciata d'Italia a Vienna ed è successivamente promosso al grado di colonnello. Rientrò in Italia nel dicembre 1928 assumendo il comando del 7º Reggimento alpini, e nel corso 1932 viene nominato Capo di stato maggiore del Corpo d'armata di Alessandria. Nel giugno del 1934 è promosso al grado di generale di brigata, assumendo successivamente il comando della 1ᵃ Brigata alpini di Torino, che dal 1935 si trasformerà nella 1ª Divisione alpina "Taurinense". Nel marzo 1937 passò al comando della 47ª Divisione fanteria "Murge" a Bari e in settembre viene promosso Generale di divisione.  Nel marzo 1939 assume il comando della 132ª Divisione corazzata "Ariete" a Verona, e il 1 dicembre dello stesso anno diviene comandante del V Corpo d'armata di stanza a Trieste.

### La seconda guerra mondiale
Nell'aprile del 1940 assume il comando del I Corpo d'armata di Torino, e nel mese di maggio è elevato al rango di generale di corpo d'armata. Con l'entrata in guerra del Regno d'Italia, il 10 giugno successivo, prese parte alle operazioni contro la Francia lungo la frontiera occidentale, che gli valgono il conferimento del titolo di Ufficiale dell'Ordine Militare di Savoia. Alla fine del mese di giugno, con la capitolazione francese, entra a far parte della Commissione per l'Armistizio con la Francia (CIAF), rimanendovi fino all'agosto del 1941. In quel mese viene destinato ad assumere il comando del XX Corpo d'armata operante in Tripolitania (Africa settentrionale italiana).
Nel gennaio 1942 ritornò a Roma per ricoprire il ruolo di Sottocapo di Stato Maggiore del Regio Esercito. In questo ruolo venne incaricato dal Capo di Stato Maggiore Generale Ugo Cavallero, di procedere, come Comandante Superiore, alla stesura del piano per l'invasione dell'isola di Malta, poi non effettuato per svariate ragioni. Nei primi giorni del maggio 1943 viene promosso Generale designato d'armata e inviato dal nuovo Capo di Stato Maggiore Generale, generale Vittorio Ambrosio, in Grecia a sostituire il generale Carlo Geloso al comando della 11ᵃ Armata, con Quartier generale ad Atene.
Dopo la proclamazione dell'armistizio dell'8 settembre 1943 con gli anglo-americani, e raggiunto da un'ambigua direttiva emanata due giorni prima dal Comando Supremo italiano (il cosiddetto "Promemoria N. 2") nella notte dell'8-9 settembre 1943 intavolò una febbrile trattativa con i tedeschi. La critica situazione dell'Armata italiana all'epoca dell'armistizio, che in caso di conflitto armato contro i tedeschi  si sarebbe trovata in condizioni di grave inferiorità subendo inevitabilmente ingenti perdite, è così descritta dal generale Mario Torsiello dell'Ufficio Storico dell'Esercito:
Quanto agli effettivi, l’apparente vantaggio numerico degli italiani era neutralizzato dall’assenza di forze corazzate o motorizzate, e dall’armamento antiquato. Notevole fra le truppe lo stato di disagio per l’insabbiamento o la sensibile riduzione delle licenze (dovute a deficienze di trasporti marittimi), le difficoltà alimentari, i disservizi postali, la malaria imperante quasi ovunque — talune unità avevano sul totale circa il 60 per cento di malarici — le ripercussioni per i bombardamenti aerei e la scarsezza di oggetti di vestiario e di calzature. La consistenza organica dei reparti era sensibilmente ridotta: le divisioni erano per la maggior parte binarie e difettavano i mezzi motorizzati. In sintesi, una situazione logistica precaria, soprattutto per la crisi dei trasporti e delle disponibilità alimentari, che era purtroppo nota agli ufficiali di collegamento tedeschi.»
Nella serata dell'8 settembre diramò un primo ordine di carattere interlocutorio alle Unità dipendenti, tra cui la 33ª Divisione fanteria "Acqui" del generale Antonio Gandin, redatto sulla base delle ambigue disposizioni ricevute poche ore prima dal Comando Supremo con il citato "Promemoria N. 2" , documento che prescriveva di non prendere iniziative ostili ai tedeschi, ma di rispondere se attaccati.
Ricevette successivamente, alle ore 0.20 del 9 settembre, l'ordine del Comando Supremo n. 24202/Op. a firma del Capo di Stato Maggiore Gen. Ambrosio, che precisava: "Non deve essere presa iniziativa di atti ostili contro i germanici". Non restava quindi altra strada se non la difficile ricerca di un accordo con i tedeschi attraverso estenuanti trattative, protrattesi per l'intera notte.
Il sopra citato testo del gen. Torsiello così sintetizza, al proposito, le motivazioni alla base della linea seguita dal gen. Vecchiarelli:
Vecchiarelli raggiunse, infine, un accordo che prevedeva, a fronte della cessione ai tedeschi delle sole armi pesanti, il rimpatrio dell'Armata da parte degli stessi tedeschi (i quali, tra l'altro, avevano il pieno controllo della rete ferroviaria). Dopo la conclusione delle trattative, nella mattinata del giorno 9 egli emise alle sue unità un secondo ordine, con il quale comunicava quindi che si doveva cessare ogni resistenza, e cedere le armi pesanti ai tedeschi, i quali avrebbero in cambio rimpatriato l'Armata.
Due divisioni dell'Armata respinsero l'ordine ed opposero resistenza al disarmo; la 24ª Divisione fanteria "Pinerolo" e la 33ª Divisione fanteria "Acqui". Quest'ultima, priva di appoggio aereo e rifornimenti, venne sconfitta e decimata nell'eccidio di Cefalonia, mentre la "Pinerolo" si unì alla Resistenza greca che tuttavia dopo un breve periodo di convivenza ne disarmò ed imprigionò il grosso delle truppe.
I tedeschi, prendendo a pretesto la cessione delle proprie armi leggere fatta da soldati italiani ai partigiani greci, contravvenendo agli accordi disarmarono le truppe italiane e, anziché in Patria, le internarono nei campi di prigionia.
Analogo destino toccò a lui. Il 18 settembre 1943 i tedeschi, infatti, lo misero agli arresti domiciliari, insieme a tutti gli ufficiali generali che si trovavano nell'area di responsabilità del Gruppo di Armate E del generale Alexander Löhr, avente Quartier generale a Salonicco. Poco tempo dopo fu trasferito presso il campo di prigionia per ufficiali Offizierlager 64/Z di Schocken nel quale venne concentrato un elevato numero di alti ufficiali italiani. Egli rimase in quel luogo per poco più di quattro mesi, nei quali tra l'altro ebbe modo di rifiutare recisamente l'offerta fattagli dai nazifascisti di ricoprire un importante incarico nell'esercito della Repubblica di Salò.Il 24 gennaio 1944 fu quindi riportato in Italia, dove giunse il giorno 28 per essere rinchiuso nel Carcere degli Scalzi di Verona. Il processo a suo carico tenuto presso il tribunale della Repubblica Sociale Italiana di Brescia si concluse l'11 gennaio 1945 con la condanna a 10 anni di reclusione per comportamento antitedesco in Grecia.
Il 25 aprile 1945 venne liberato dai partigiani del Comitato di Liberazione Nazionale di Brescia, e si unì alla Compagnia "Fiamme Verdi" di "Bruno", partecipando per pochi giorni alla guerra di Liberazione. Il 1º giugno ricevette una lettera dell'allora Ministro della guerra Alessandro Casati che esprimeva compiacimento per la felice liberazione di V.E. dal carcere nazi-fascista, e gli richiedeva formalmente di prendere contatto con gli organi chiamati a vagliarne l'operato,  presentando dettagliate relazioni. Evase tale richiesta in data 12 giugno 1945, ma il 27 agosto dello stesso anno il nuovo Ministro della guerra, Stefano Jacini, inopinatamente chiedeva per iscritto al Presidente del Consiglio Ferruccio Parri il suo collocamento in congedo assoluto in base al Decreto Legislativo N. 257. Egli dovette quindi intraprendere una dura battaglia legale per ottenere l'annullamento dell'ingiusto provvedimento. 
Dopo diversi circostanziati ricorsi, in data 27 novembre 1947 il Consiglio dei Ministri, presieduto da Alcide De Gasperi, decretava infine l'annullamento del provvedimento di collocamento in congedo assoluto, comunicato all'interessato con una lettera inviatagli dal Ministro Cipriano Facchinetti, il 27 gennaio 1948. Si spense a Roma il 13 dicembre dello stesso anno.

### Annotazioni
1. ↑  Rosa Bianca alla fine del 1912, Vittoria Italica (detta "Nelli") nel 1916 e Maria Grazia (detta "Pupi") nel 1920.
2. ↑  La regione sud-occidentale del Trentino.
3. ↑  Durante lo svolgimento di tale incarico inviò un'informativa al governo italiano riguardante la partecipazione di ufficiali superiori tedeschi alla ristrutturazione dell'esercito austriaco, con particolare riguardo al rafforzamento dell'artiglieria. Inoltre tenne rapporti con il movimento indipendentista croato di Ante Pavelić.
4. ↑  Rimase comandante di tale unità dal 15 dicembre 1928 al 16 dicembre 1931.
5. ↑  Prese il posto del generale di divisione Francesco Rossi, e fu in seguito sostituito dal generale di corpo d'armata Giuseppe De Stefanis.
6. ↑  Tale Armata comprendeva il III, VIII e XXVI Corpo d'armata italiano e il LXVIII Corpo tedesco.
7. ↑  "Seguito mio ordine 0225006 dell'otto corrente. Presidi costieri devono rimanere attuali posizioni fino al cambio con reparti tedeschi non oltre le ore 10 del giorno 10 Settembre. In aderenza clausole armistiziali truppe italiane non oppongano da questa ora resistenza ad eventuali azioni forza anglo americane. Reagiscano invece ad eventuali azioni forze ribelli. Truppe italiane rientreranno al più presto in Italia, una volta sostituite grandi unità si concentreranno in zone che mi riservo fissare unitamente modalità trasferimento. Siano portate al seguito armi individuali ufficiali e truppa con relativo munizionamento in misura adeguata a eventuali esigenze belliche contro ribelli. Siano lasciate a reparti tedeschi subentranti armi collettive tutte artiglierie con relativo munizionamento. Conseguiranno parimenti armi collettive tutti altri reparti delle forze armate italiane in Grecia, avrà inizio a richiesta comandi tedeschi a partire da ore 12 di oggi. - firmato Generale Vecchiarelli".
8. ↑  Oggi Skoki, località polacca nei pressi di Poznań.
9. ↑  Il cui obiettivo era di accelerare le epurazioni contro coloro che risultavano più compromessi col fascismo, cosa che evidentemente il generale Vecchiarelli non era, vista addirittura la sua detenzione nel carcere della Repubblica Sociale Italiana.

### Fonti
1. ↑  Generals.
2. 1 2 3 4 5 6 7 8 9 10 11 12  Bianchi 2012, p. 264.
3. ↑  Gazzetta Ufficiale del Regno d'Italia n.116 del 17 marzo 1907.
4. ↑  Gazzetta Ufficiale del Regno d'Italia n.95 del 22 aprile 1914.
5. 1 2 3 4  Bianchi 2012, p. 263.
6. 1 2  Vento 2010, p. 167.
7. ↑  Longo 1999, p. 53.
8. ↑  Faldella 1959, pp. 431-432.
9. ↑  Torsiello 1975, pp. 440-441.
10. ↑   Promemoria n. 2 del Comando supremo italiano, 1943, su mirkoriazzoli.it, 30 Novembre 2020. URL consultato il 15 agosto 2025.
11. ↑  Galligani 2012, p. 211.
12. ↑  Ricci A.G. (a cura di), Archivio Centrale dello Stato, Verbali del Consiglio dei Ministri, Luglio 1943 – Maggio 1948, Presidenza del Consiglio dei Ministri, Roma 1998, p. 1295.
13. ↑  Gazzetta Ufficiale del Regno d'Italia n.140 del 16 giugno 1939.